# Vavá II
Luciano Sánchez García (Béjar, Salamanca, España, 28 de mayo de 1944), conocido como Vavá II o simplemente Vavá, es un exfutbolista español. Desarrolló la mayor parte de su carrera profesional en el Elche C. F., equipo donde conquistó el Trofeo Pichichi en la temporada 1965/66.

## Trayectoria
Empezó su carrera en el equipo de su ciudad natal, el C. D. Béjar Industrial. En 1963 fichó por el Elche C. F., aunque la primera temporada jugó en el equipo filial, el Deportivo Ilicitano, en Segunda División. 
Debutó en Primera División el 18 de octubre de 1964, en un partido contra la U. D. Las Palmas en el que anotó un gol. En 1965, jugó un partido amistoso en las filas del FC Barcelona. Al año siguiente, la temporada 1965/66, fue el máximo goleador de la Liga española, con diecinueve tantos, hecho que lo convierte en el único jugador en la historia del Elche que ha conseguido el Trofeo Pichichi. Pocos meses después también se convirtió en el primer jugador del Elche en vestir la camiseta de la selección española. En 1969 fue subcampeón de Copa del Rey, el mayor éxito deportivo en la historia del club ilicitano. En la final se impuso el Athletic Club por 1-0 y Vavá disputó el partido completo.
A pesar de perder la categoría la temporada 1970/71, siguió jugando con el Elche en Segunda División. En 1974 fichó por el R. C. Deportivo de La Coruña, equipo donde se retiró.

## Selección nacional
Con la selección española jugó dos partidos sin marcar ningún gol. Debutó el 23 de octubre de 1966 en un encuentro contra Irlanda.

## Clubes
| Club                         | País   | Año       |
| ---------------------------- | ------ | --------- |
| Deportivo Ilicitano          | España | 1963-1964 |
| Elche C. F.                  | España | 1964-1974 |
| R. C. Deportivo de La Coruña | España | 1974-1975 |

## Palmarés

### Distinciones individuales
| Distinción      | Año  |
| --------------- | ---- |
| Trofeo Pichichi | 1966 |